# Shinji Nakano
Shinji Nakano, född 1 april 1971 i Osaka, är en japansk racerförare. Han bor i Marseille i Frankrike.

## Racingkarriär
Nakano tävlade i formel 1 säsongerna 1997 och 1998. Han kom som bäst sexa i två lopp, de i Kanada 1997 och Ungern 1997. Han har efter F1-karriären bland annat kört i Champ Car.

## F1-karriär
| Säsong | Stall/Tillverkare | Poäng | Placering |
| ------ | ----------------- | ----- | --------- |
| 1997   | Prost-Mugen Honda | 2     | 18        |
| 1998   | Minardi-Ford      | 0     | –         |